# Castell de Can Jaumar
El castell de Can Jaumar és un edifici de Cabrils (Maresme), fet construir el 1923 per Manuel de Jaumar i de Bofarull a l'emplaçament de la masia de Can Rafart. En aquesta època, les famílies burgeses adquirien antigues masies per a reformar-les, com ara els castells de Santa Florentina de Canet de Mar, Sant Marçal de Cerdanyola o el de Castelldefels.

## Història
Els Rafart eren una nissaga de pagesos de Cabrils documentada des del 1229. El 1579, es van emparentar per matrimoni amb els Riera de Vilassar de Dalt, i la seva casa pairal passà a nomenar-se també Can Rafart, com la de Cabrils.
El 1835, l'alcalde de Barcelona signà a favor de Joaquim Jaumar i de la Carrera, que havia estat president de sala del Tribunal Suprem i amic personal del general Prim, una venda judicial en remissió de Francesc Vives i Rafart. Casat amb Joaquima Bofarull i Rafart, va morir sense fills el 1882 i llegà la propietat als seus nebots Francesc de Sales Jaumar i Andreu (1831-1897) i Anna de Bofarull i Segarra (†1919). Aquests hi feren algunes obres de reforma: el 1906 fou engrandida la galeria lateral i es construí la capella familiar, i posteriorment, es feren millores als jardins.
El 1923, l'hereu Manuel de Jaumar i de Bofarull va contractar l'arquitecte Eugenio Pedro Cendoya per a reconvertir la masia en un castell. Cendoya aixecà diversos plànols de la masia existent i del projecte de reforma i les obres finalitzaren el novembre de 1925. Durant els anys 1926 i 1927 s'hi realitzaren diversos treballs d'ornamentació interior i enjardinament.

## Descripció
L'edifici és d'estil historicista i incorpora un seguit d'elements propis dels castells: torres amb merlets, matacans, finestres bilobulades i escuts heràldics.

## Galeria

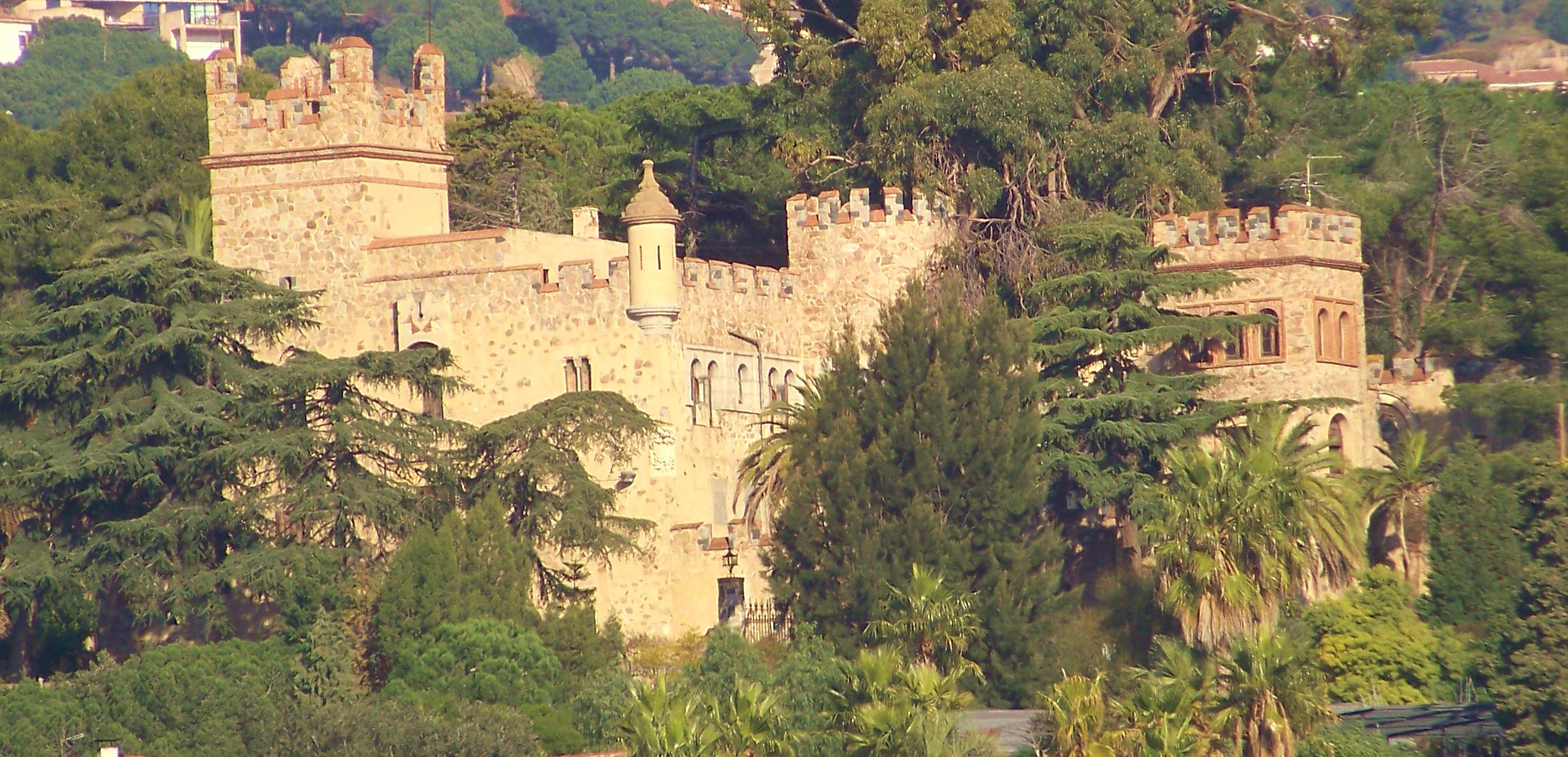
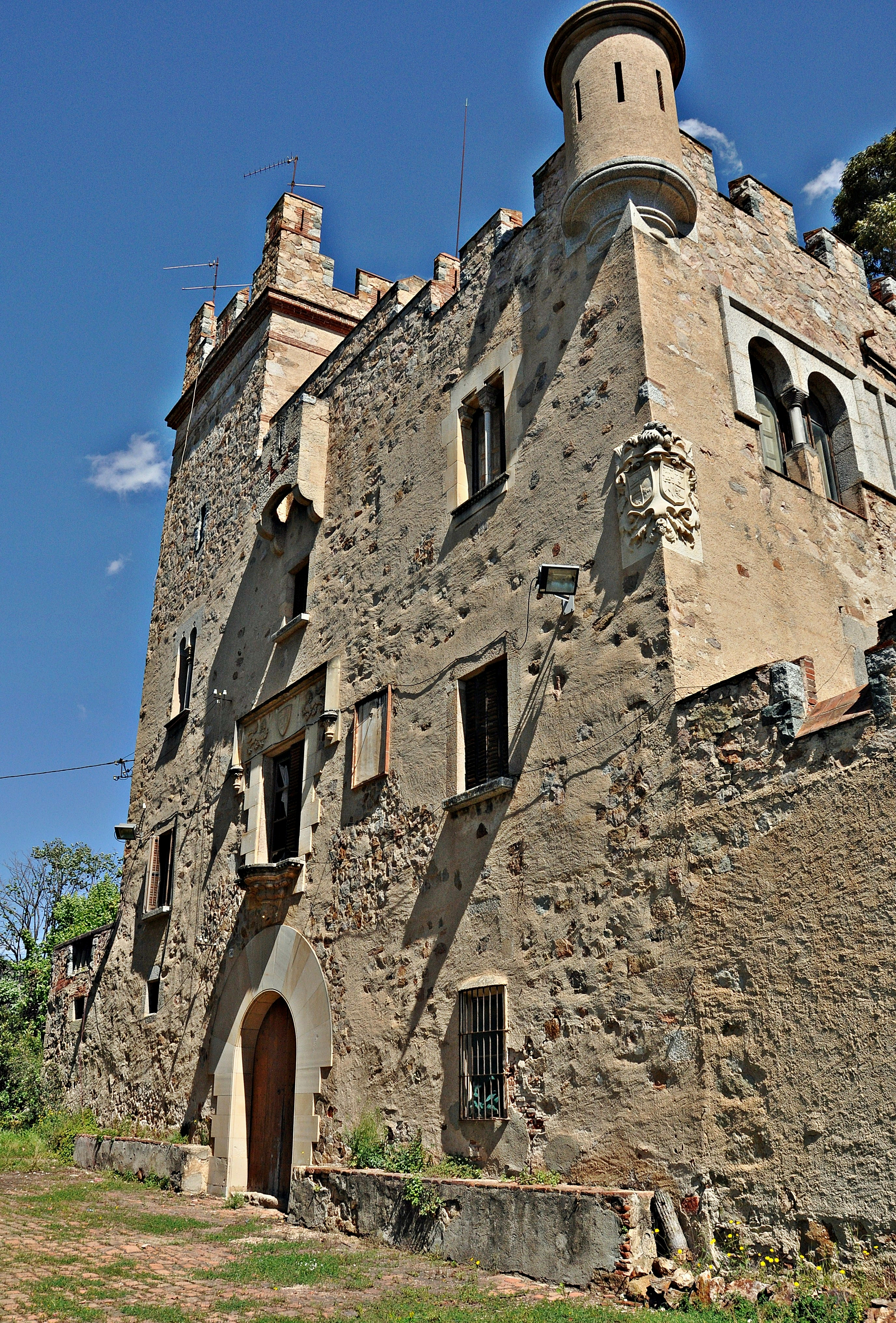
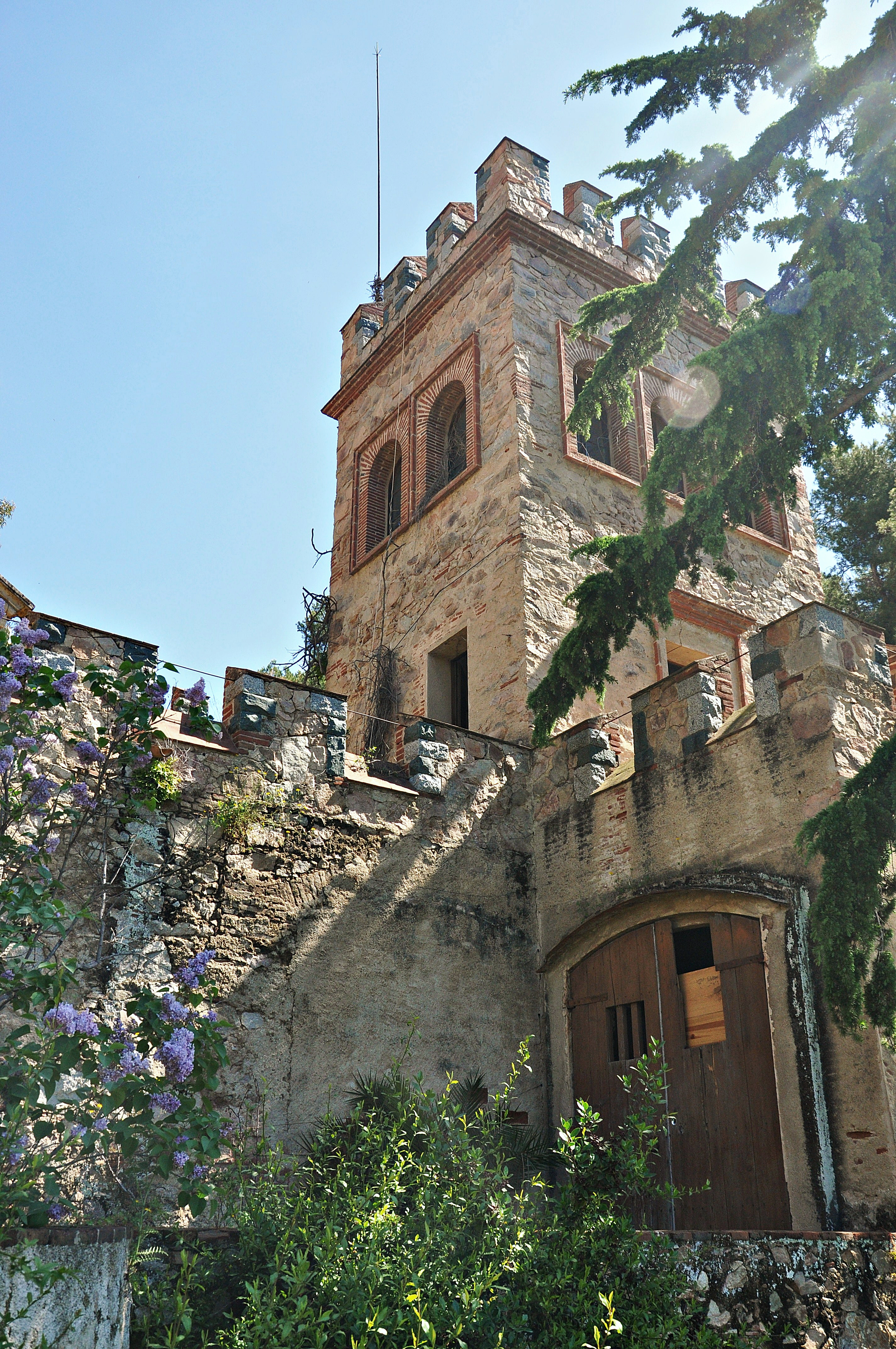
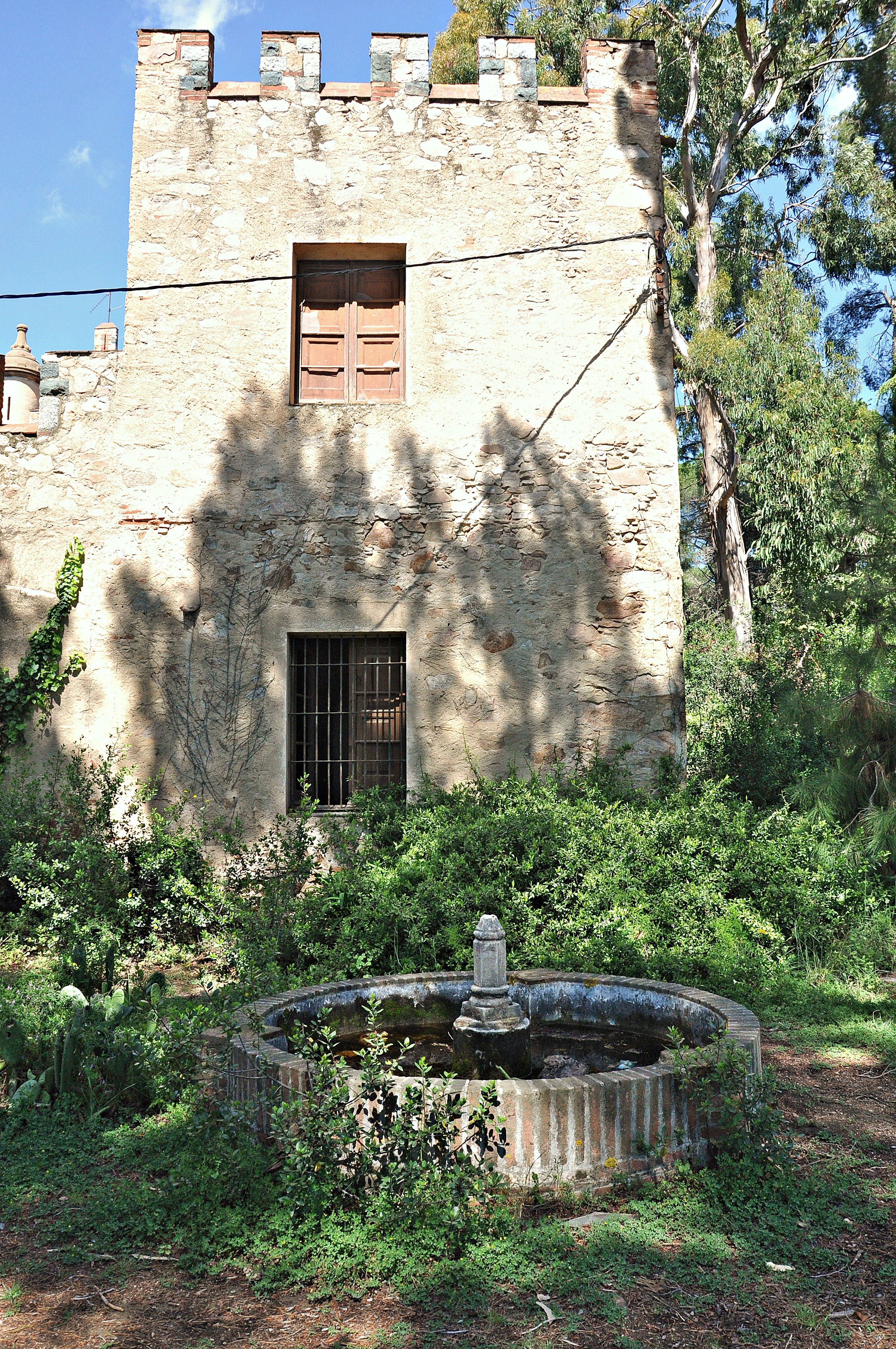
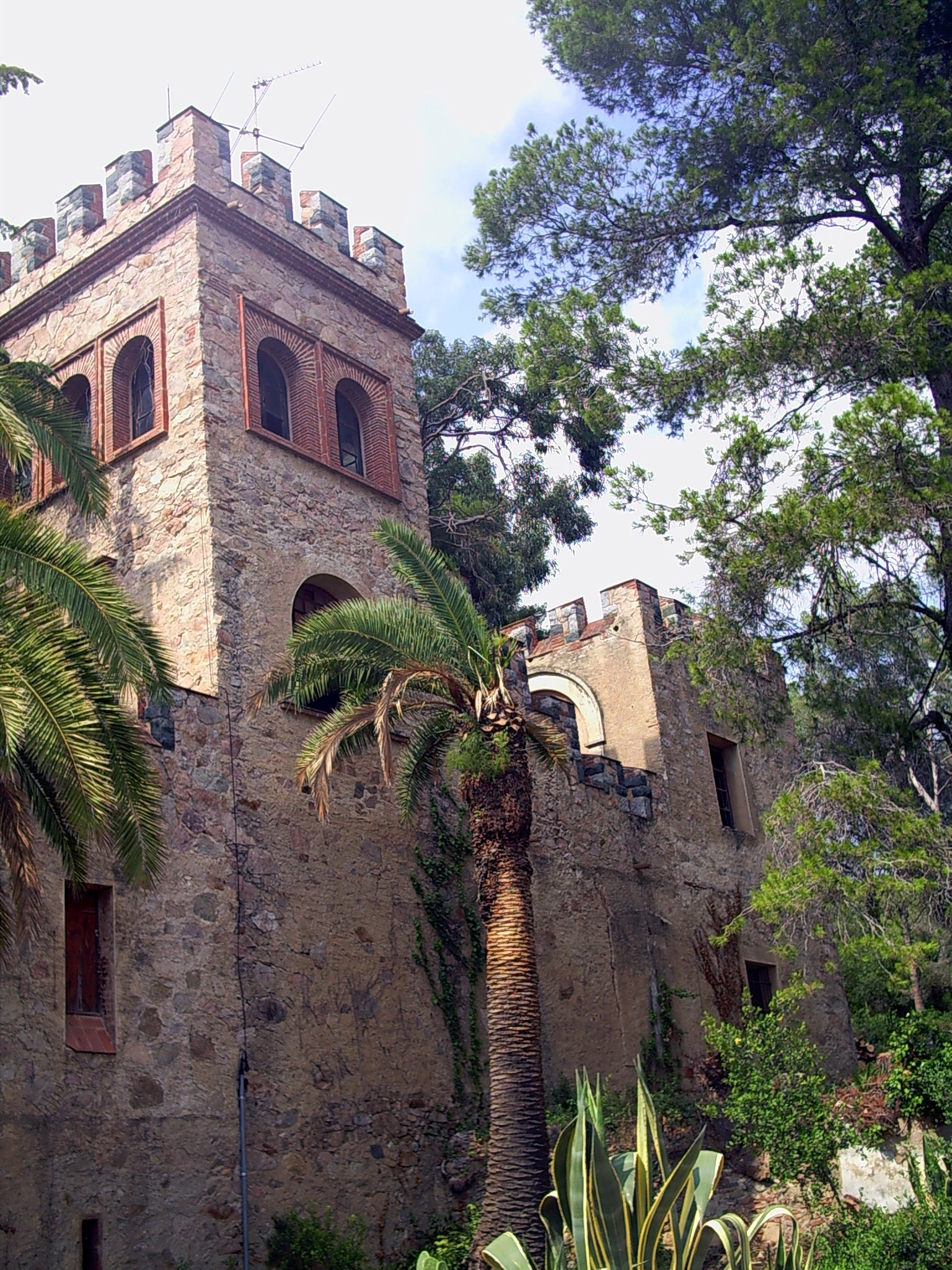
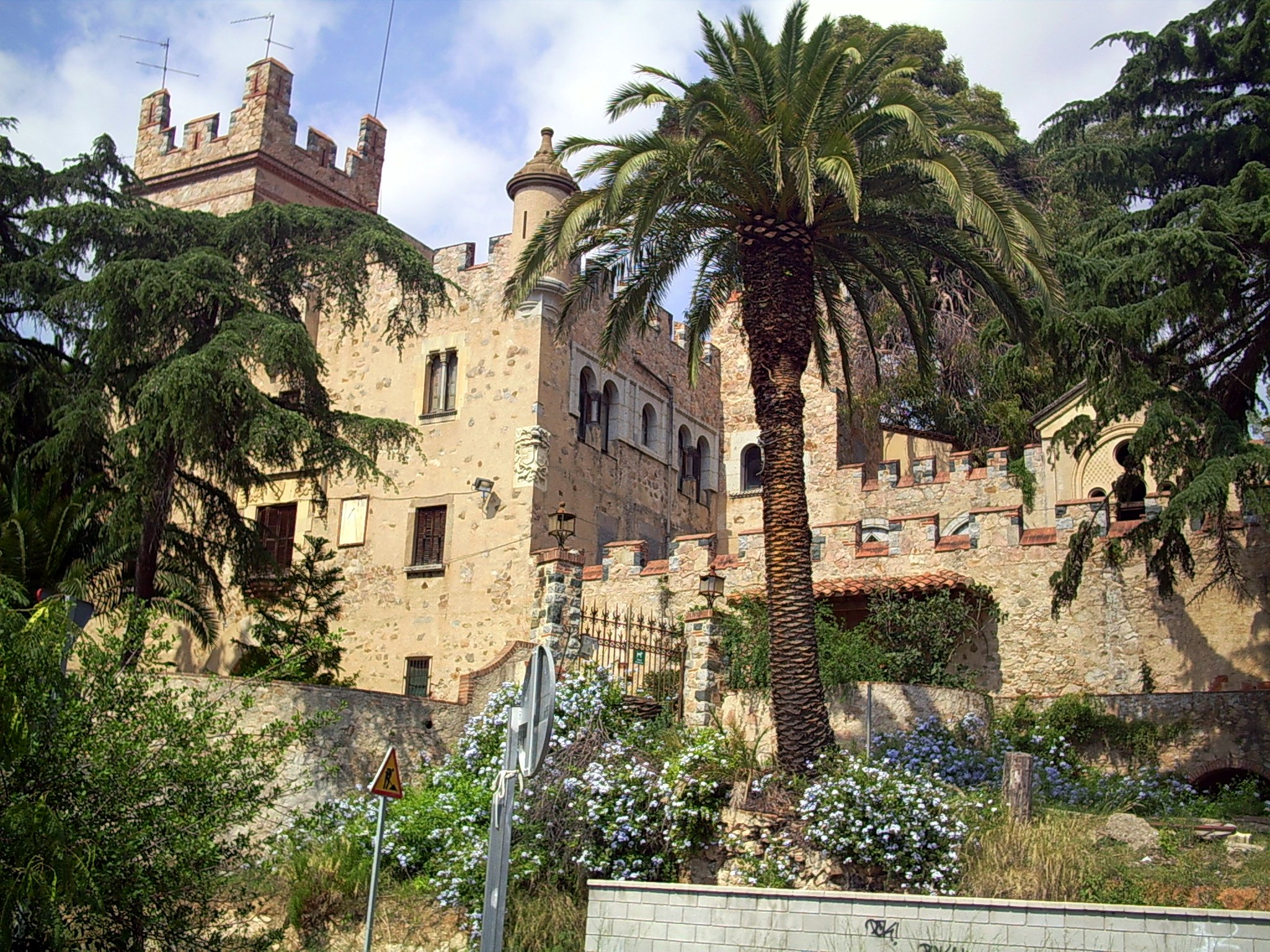